# Steven Weisberg
Pour les articles homonymes, voir Weisberg.
Steven Weisberg est un monteur qui collabore habituellement avec le réalisateur Alfonso Cuarón.

## Filmographie

### Monteur
- 2010ː Morning Glory
- 2009ː Mother and Child
- 2007ː Mr. Magorium s Wonder Emporium
- 2006ː Man of the Year
- 2005ː Asylum
- 2005ː The Producers
- 2004ː Harry Potter et le Prisonnier d'Azkaban
- 2004ː I Am David
- 2002ː Big Trouble
- 2002ː Men in Black II
- 2000ː Nurse Betty
- 1999ː Message in A Bottle
- 1998ː Great Expectations
- 1998ː Permanent Midnight
- 1996ː Disjoncté
- 1995ː Miami Rhapsody
- 1995ː A Little Princess
- 1992ː Hollywood Mistress
- 1991ː The Color of Evening
- 1987ː Gaby-A True Story (monteur associé)